# ブリムストーン (ミサイル)
ブリムストーン（英語: Brimstone）は、MBDA社が開発した空対地ミサイル。ミリ波誘導ミサイルであり、2005年からイギリス空軍に配備が開始されている。

## 概要
アメリカ合衆国のAGM-114 ヘルファイア対戦車ミサイルをエアフレームの参考としているが、ロケット・モーターや誘導部・弾頭などは全く別個に開発されたものである。
湾岸戦争の教訓よりイギリス空軍は、BL755のようなクラスター爆弾ではなく、長距離スタンドオフ攻撃が可能な対戦車誘導兵器を求めるようになった。この要求にマルコーニ社（後にMBDAの一部門）が応え、1996年より開発が開始された。
ブリムストーンは、ミリ波を用いたアクティブ・レーダー・ホーミング誘導方式を採用しており、撃ちっ放し能力を備えている。弾頭は、爆発反応装甲対応のタンデムHEAT弾頭である。後にレーザー誘導シーカーが追加されたデュアルシーカーとなり、いずれか片方もしくは両方を同時に使用可能。
射程を60km以上に延伸したブリムストーンIIは後にSPEAR 2（Selective Precision Effects At Range Capability 2）プログラムに統合され、SPEAR 3へと発展した。
2022年ロシアのウクライナ侵攻に伴いイギリスからウクライナに供与。

## 搭載機
- ユーロファイター タイフーン
- トーネード IDS
- ハリアーGR.9/9A
- F-35B
- WAH-64 アパッチ
- チャレンジャー2 ストリートファイター2

タイフーンの近接航空支援の例として、ブリムストーンを三連装ランチャー6基（18発）、視程外射程空対空ミサイル4発、短距離空対空ミサイル2発にドロップタンク1本がある。